# عکاسی اروتیک

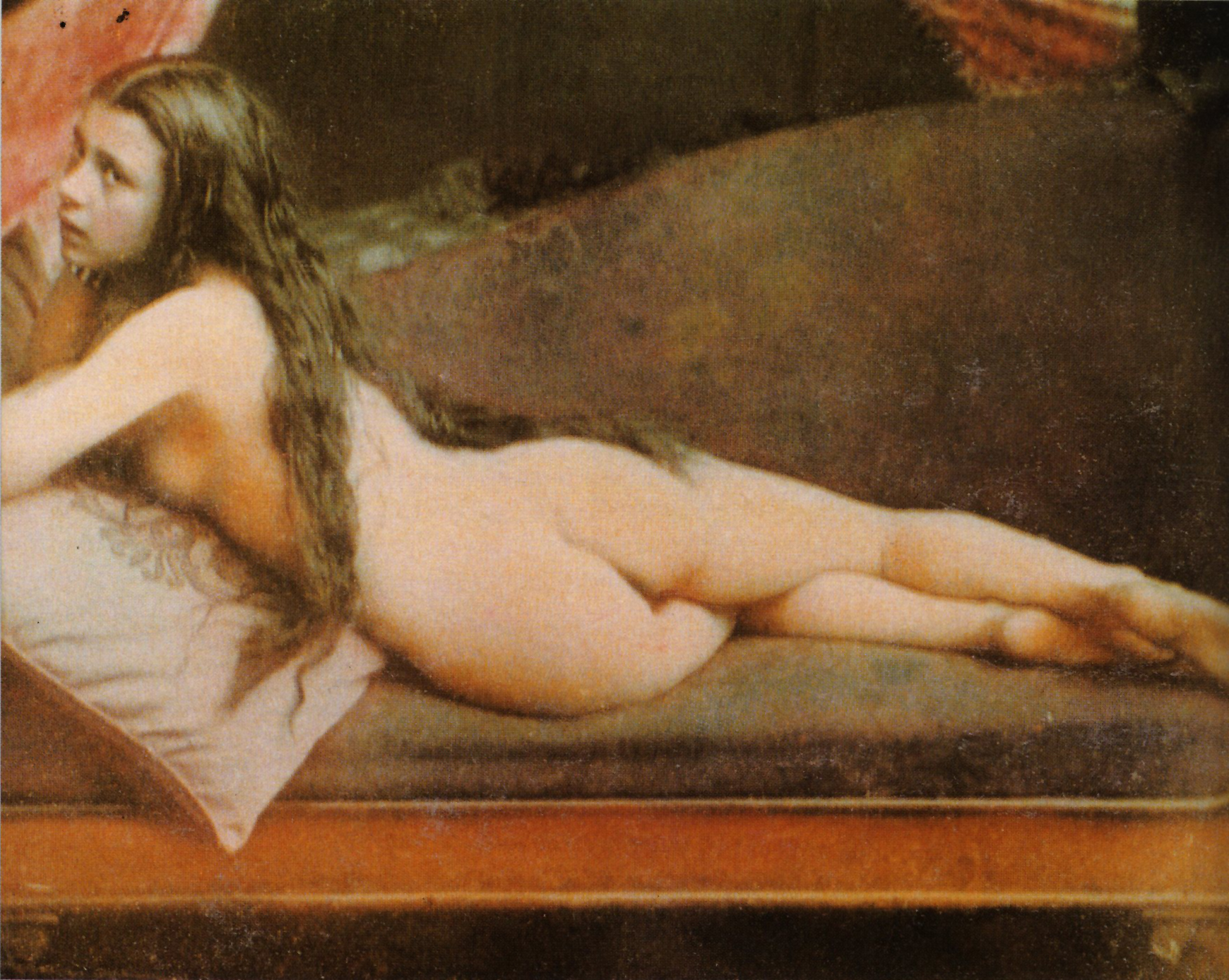
داگرئوتایپ رنگی زنی برهنه اثر فلیکس ژاک مولن نقاش فرانسوی از قرن نوزدهم.

عکاسی شهوانی (به انگلیسی: Erotic Photography) شاخه‌ای از عکاسی هنری است که در آن شهوت جنسی و عشق بازی به تصویر کشیده می‌شود هرچند که برهنه بودن سوژه، محور اصلی نیست و ممکن است به‌طور کامل برهنه نباشد. قدمت این نوع عکاسی به سال‌های ۱۸۳۵ تا دهه ۱۹۶۰ برمی‌گردد و ماهیت آن با پورنوگرافی متفاوت است.

## تاریخچه
پیش از سال ۱۸۳۹، تصاویر برهنگی و اروتیک به‌طور کلی شامل نقاشی‌ها، طرح‌ها و حکاکی‌ها بود. در آن سال، لوئیس داگور اولین روند عملی عکاسی را به فرهنگستان علوم فرانسه ارائه داد.

### آغاز عکاسی شهوانی (۱۸۳۵–۱۸۹۰)
در سال‌های آغازین عکاسی، عکاسان به سرعت به پتانسیل‌های این رسانه جدید برای خلق تصاویر شهوانی پی بردند. در دهه ۱۸۳۰، اولین تصاویر داگرئوتایپ تولید شدند که شامل پرتره‌های برهنه زنان بود. این تصاویر عمدتاً برای مصرف خصوصی تولید می‌شدند و به‌ندرت به نمایش عمومی درمی‌آمدند.
یکی از اولین عکاسان این سبک، فلیکس ژاکوب، با استفاده از تکنیک‌های ابتدایی عکاسی تصاویری از زنان برهنه ایجاد کرد که به‌طور کلی به عنوان هنر در نظر گرفته می‌شد. این تصاویر به عنوان ابزاری برای مطالعه بدن انسان و همچنین به عنوان آثار هنری به فروش می‌رفتند.

### تحول و گسترش (۱۸۹۰–۱۹۲۰)
در دهه‌های بعدی، با پیشرفت تکنولوژی عکاسی و دسترسی بیشتر مردم به دوربین‌ها، تصاویر شهوانی نیز رایج‌تر شدند. در این دوره، عکاسان مشهوری مانند ژان-لوئیس ماریوون و جولیا مارگارت کامرون به خلق تصاویر شهوانی پرداختند که بیشتر به جنبه‌های هنری و احساسی بدن انسان توجه داشتند. این تصاویر بیشتر به عنوان بخشی از جنبش‌های هنری مانند سمبولیسم و آرت نوو در نظر گرفته می‌شدند.
عکاسی شهوانی در دوران جنگ جهانی اول و دوم (۱۹۲۰–۱۹۴۵)
در دوران جنگ‌های جهانی، عکاسی شهوانی به یک ابزار مهم برای تقویت روحیه سربازان تبدیل شد. در این دوره، تصاویر شهوانی بیشتر در قالب کارت‌پستال‌ها و مجلات منتشر می‌شدند. این تصاویر اغلب به صورت نیمه‌برهنه بودند و تأکید زیادی بر زیبایی و جذابیت ظاهری داشتند.

### پس از جنگ جهانی دوم (۱۹۴۵–۱۹۶۰)
با پایان جنگ جهانی دوم و ورود به دوران پساجنگ، عکاسی شهوانی شاهد تغییرات بزرگی شد. در این دوره، با ظهور مجلات معروفی مانند “پلی‌بوی”، تصاویر شهوانی به‌طور گسترده‌تری در دسترس عموم قرار گرفتند. این تصاویر به‌طور کلی بیشتر به سمت پورنوگرافی حرکت کردند، اما همچنان تفاوت‌های اساسی با آن داشتند.

### ظهور رسانه دیجیتال و اینترنت (۱۹۹۵–۲۰۰۵)
در دهه ۱۹۹۰ و اوایل ۲۰۰۰، با گسترش اینترنت و ظهور دوربین‌های دیجیتال، عکاسی شهوانی دستخوش تغییرات بنیادی شد. دسترسی آسان به تجهیزات عکاسی و انتشار آسان تصاویر از طریق اینترنت، باعث افزایش تولید و انتشار تصاویر شهوانی شد. این دوره شاهد ظهور وب‌سایت‌های متعددی بود که به انتشار و فروش تصاویر شهوانی می‌پرداختند. عکاسان آماتور و حرفه‌ای به سرعت از این امکانات جدید برای خلق و نمایش آثار خود استفاده کردند.
پیشرفت‌های تکنولوژیکی همچنین به افزایش کیفیت تصاویر شهوانی کمک کرد. دوربین دیجیتالی با رزولوشن بالا و نرم‌افزار‌های ویرایش تصویر، امکانات جدیدی برای عکاسان فراهم کردند تا تصاویری با کیفیت و خلاقانه‌تر خلق کنند. این تکنولوژی‌ها همچنین به عکاسان اجازه دادند تا به راحتی آثار خود را به مخاطبان جهانی عرضه کنند.

### تحول فرهنگی و اجتماعی (۲۰۰۵–۲۰۱۵)
در دهه ۲۰۰۰ و اوایل دهه ۲۰۱۰، تغییرات فرهنگی و اجتماعی نیز تأثیرات زیادی بر عکاسی شهوانی داشت. جنبش‌های حقوق زنان و مسائل مربوط به هویت جنسی و جنسیتی، باعث شد که تصاویر شهوانی بیشتر به سمت بیان احساسات و تجربیات مختلف جنسی و جنسیتی حرکت کنند. این دوره شاهد ظهور عکاسان زن و غیرمردانه بود که با دیدگاه‌ها و تجربیات متفاوت، به خلق تصاویر شهوانی پرداختند.
عکاسان معروفی مانند نوبویوشی آراکی به خلق تصاویری پرداختند که جنبه‌های مختلفی از جنسیت و شهوت را به تصویر می‌کشیدند. این تصاویر نه تنها به زیبایی بدن انسان، بلکه به احساسات و تجربیات درونی نیز توجه داشتند.

### تأثیر شبکه‌های اجتماعی (۲۰۱۵–۲۰۲۴)
در دهه اخیر، شبکه‌های اجتماعی نقش مهمی در تحول عکاسی شهوانی ایفا کرده‌اند. پلتفرم‌هایی مانند اینستاگرام و تامبلر به عکاسان امکان داده‌اند تا آثار خود را به سرعت و به صورت گسترده منتشر کنند. این شبکه‌ها به عکاسان آماتور و حرفه‌ای اجازه دادند تا بدون واسطه با مخاطبان خود در ارتباط باشند و بازخوردهای فوری دریافت کنند.
شبکه‌های اجتماعی همچنین به دموکراتیزه شدن عکاسی شهوانی کمک کرده‌اند. در حالی که قبلاً عکاسی شهوانی بیشتر در دست عکاسان حرفه‌ای و نشریات بود، اکنون هر کسی با یک دوربین یا گوشی هوشمند می‌تواند به خلق و انتشار تصاویر شهوانی بپردازد. این تغییرات باعث افزایش تنوع در تصاویر شهوانی و ظهور سبک‌ها و دیدگاه‌های جدید شده است.

### چالش‌ها و مسائل اخلاقی
با وجود پیشرفت‌های تکنولوژیکی و فرهنگی، عکاسی شهوانی همچنان با چالش‌ها و مسائل اخلاقی مواجه است. یکی از این چالش‌ها، مسائل مربوط به حریم خصوصی و رضایت سوژه‌ها است. با گسترش اینترنت و شبکه‌های اجتماعی، انتشار تصاویر بدون رضایت سوژه‌ها به یک مشکل جدی تبدیل شده است. بسیاری از پلتفرم‌ها و قوانین در حال حاضر تلاش می‌کنند تا با این مسائل مقابله کنند و حقوق سوژه‌ها را حفظ کنند.

## نگارخانه

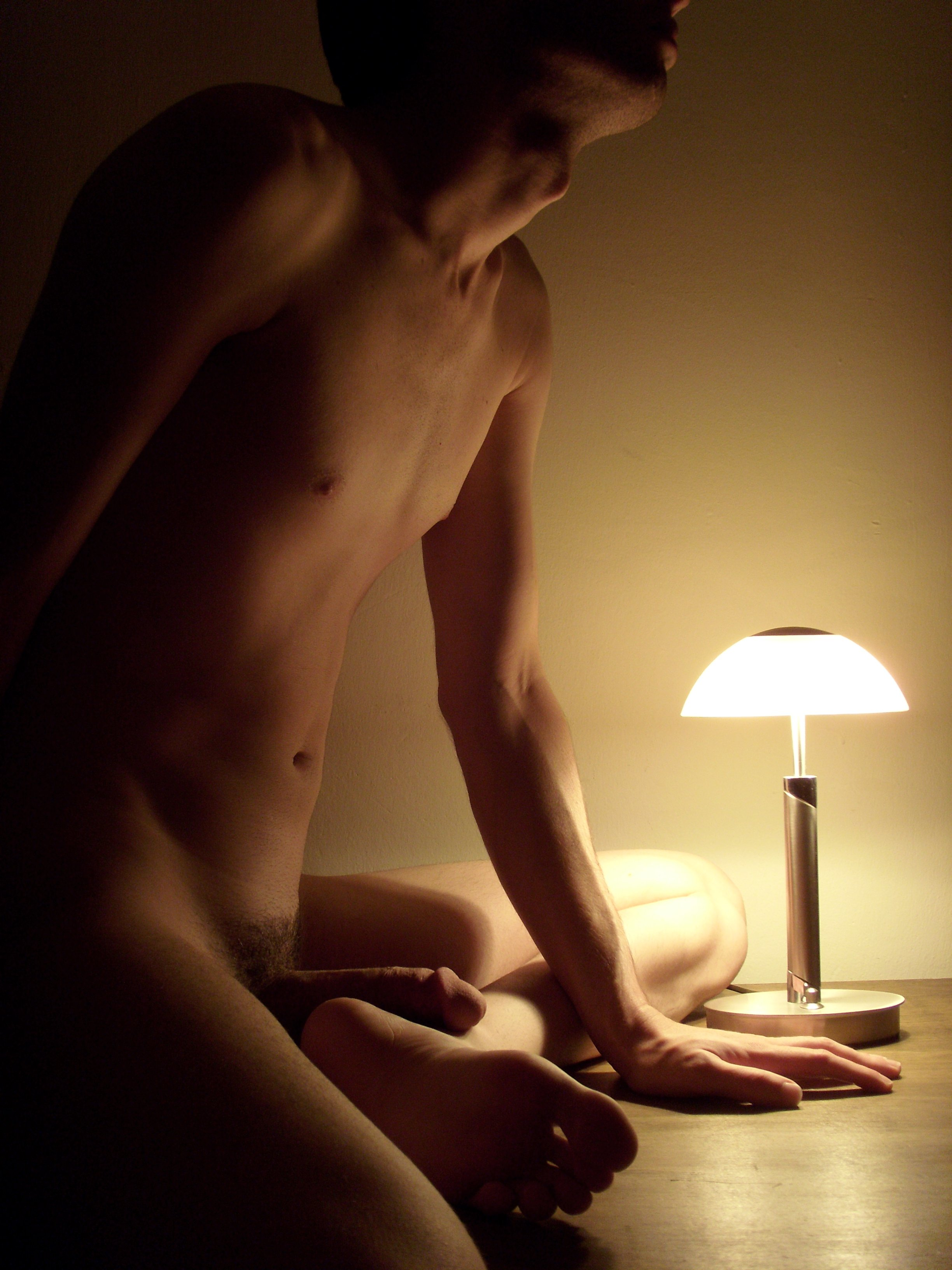
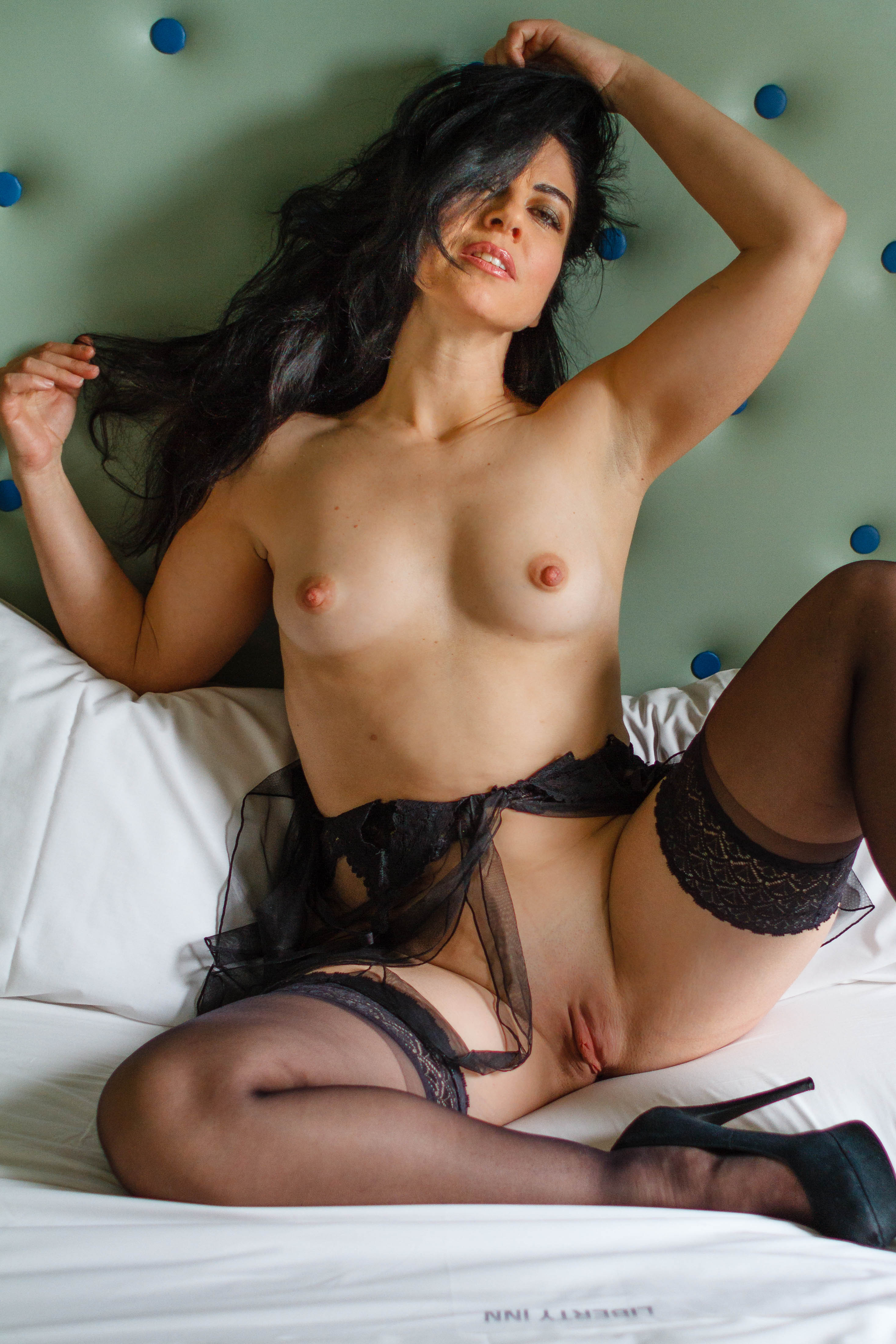
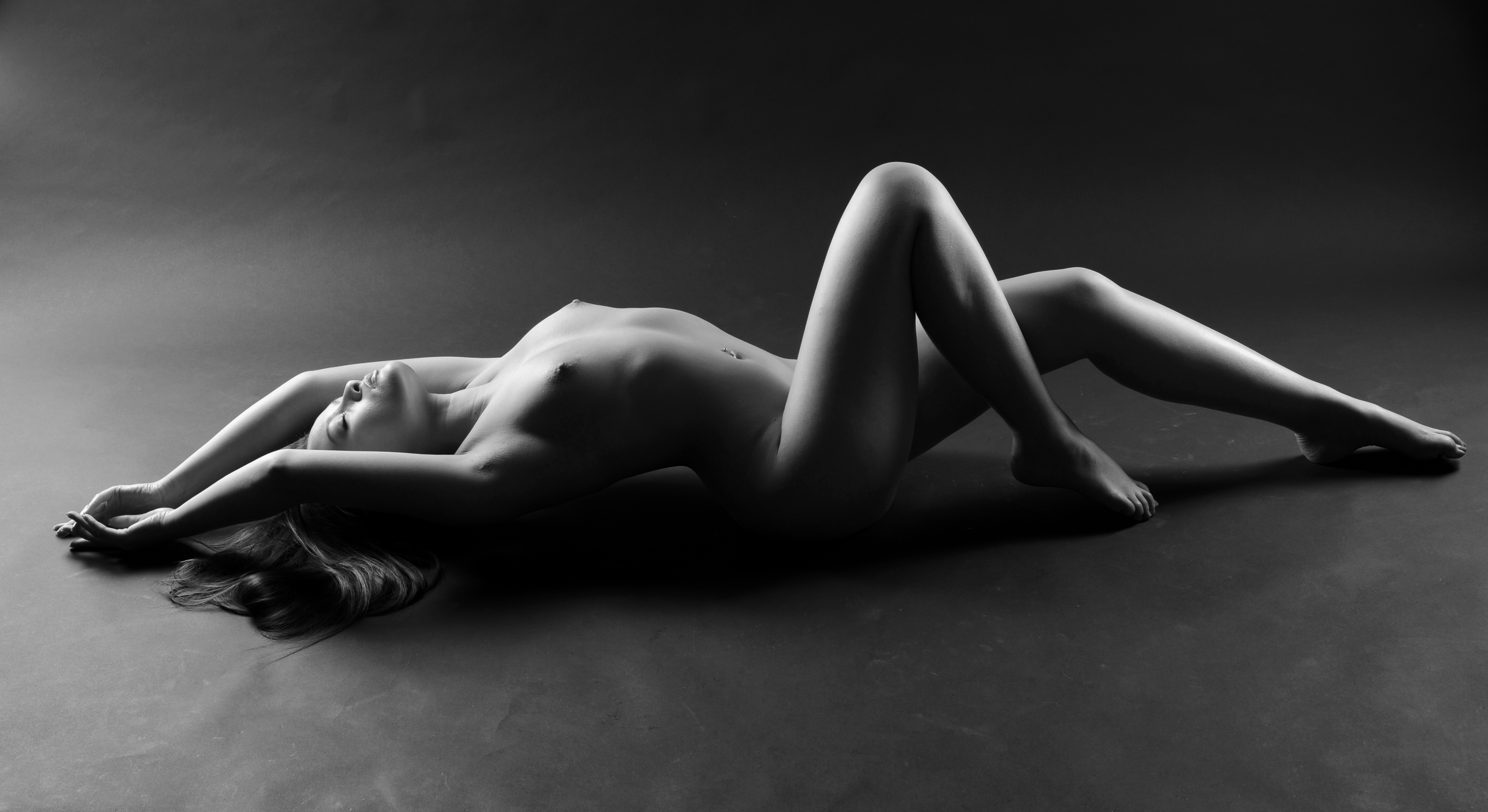
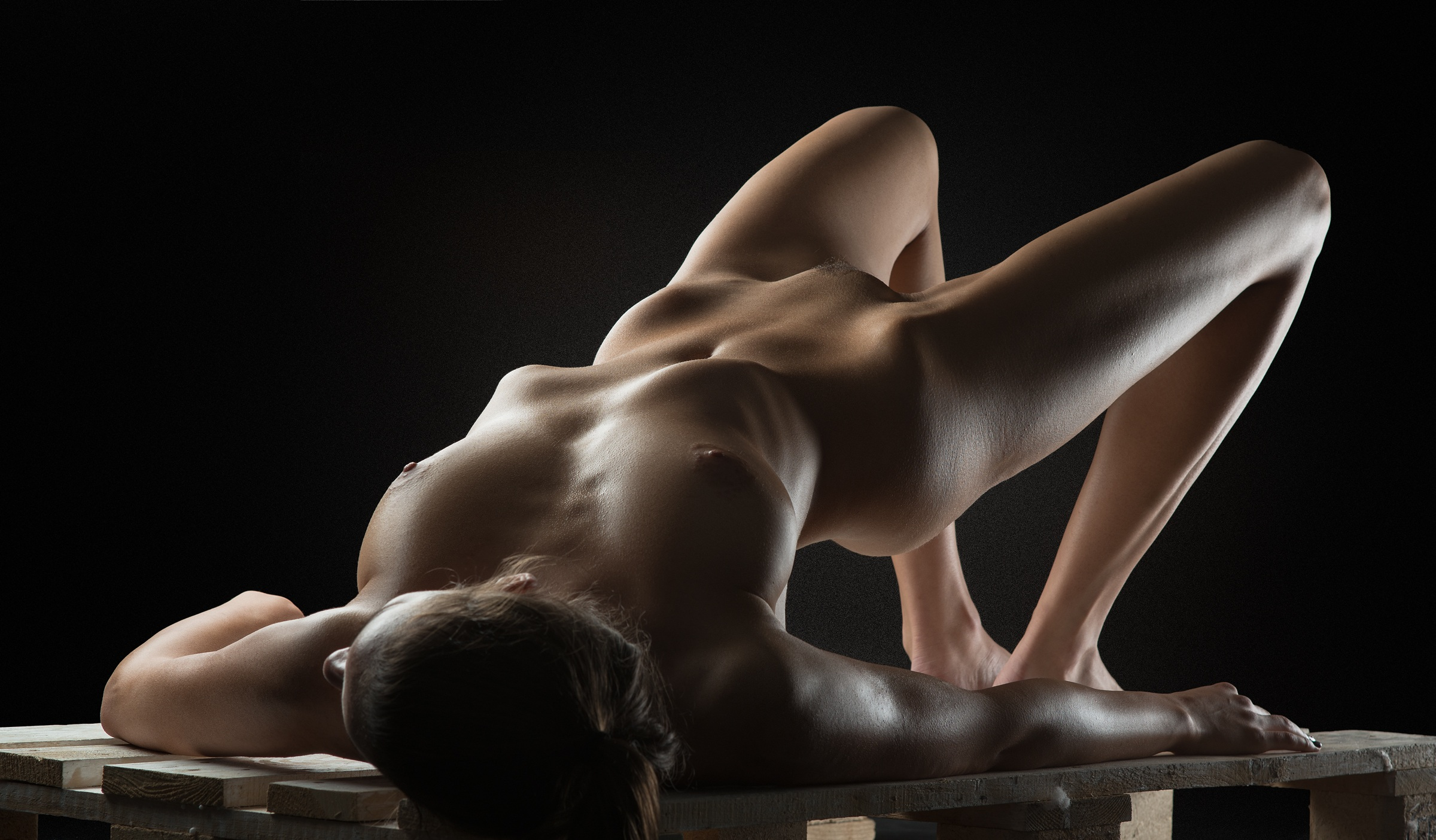
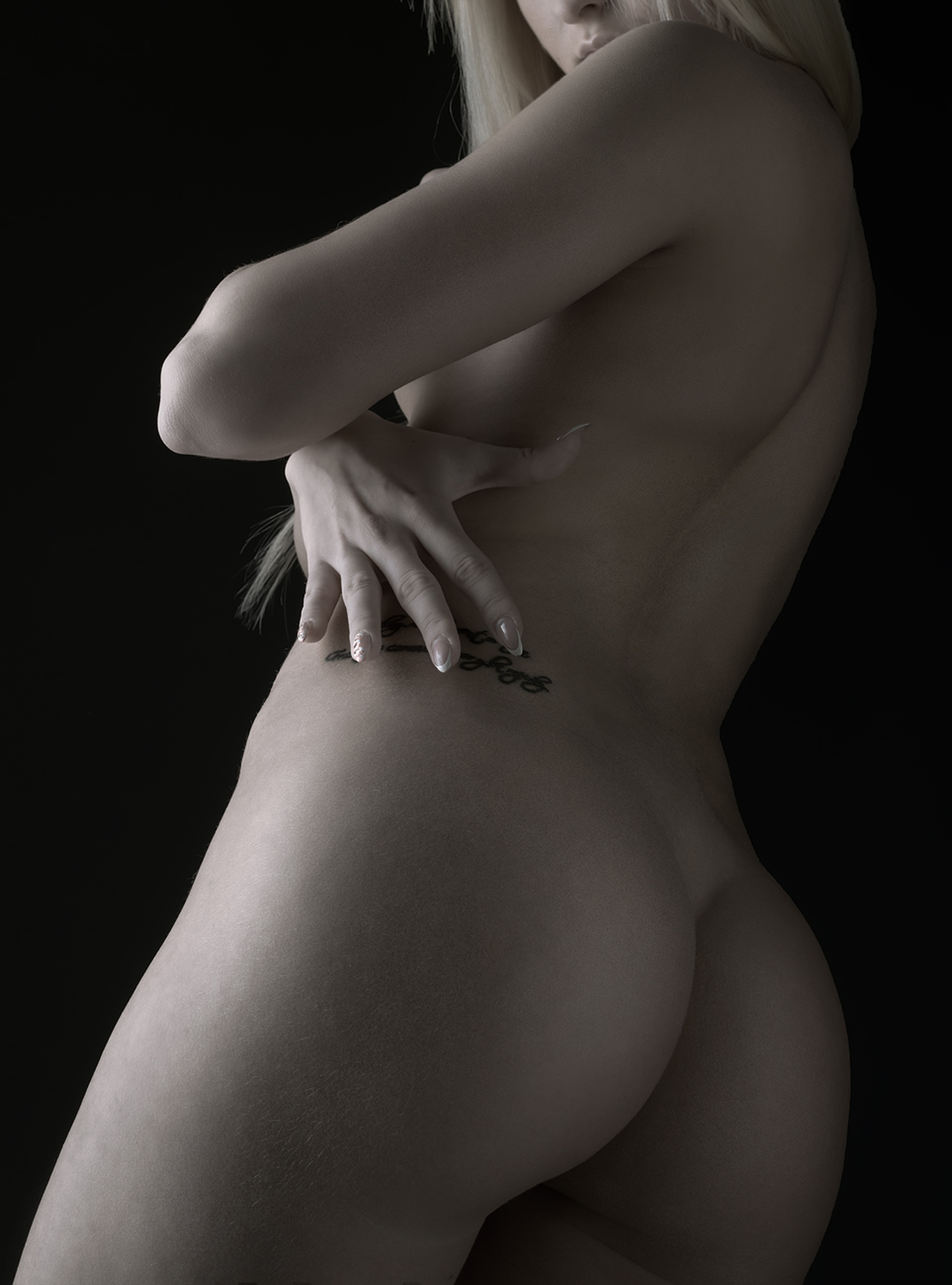